# Asseiceira (Tomar)
Asseiceira is een plaats (freguesia) in de Portugese gemeente Tomar en telt 3201 inwoners (2001).